# Südliche Krone
Die Südliche Krone (lateinisch: Corona Australis, historisch auch Corona Meridionalis) ist ein Sternbild des Südhimmels.

## Beschreibung

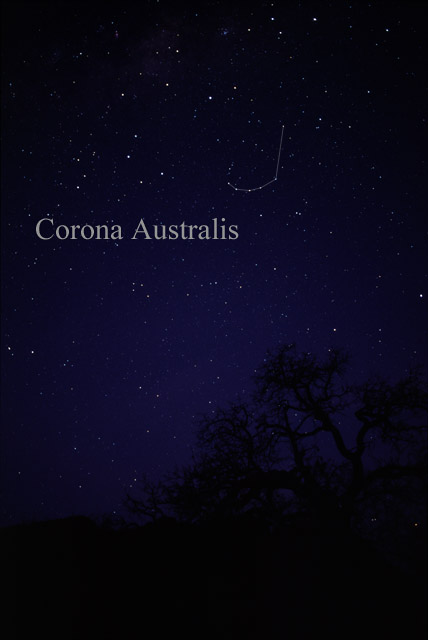
Das Sternbild Corona Australis, wie es mit dem bloßen Auge gesehen werden kann

Die Südliche Krone ist ein unauffälliges Sternbild südlich des markanten Sommersternbildes Schütze (Sagittarius). Sie besteht aus einem Bogen von Sternen, von denen die hellsten nur die 4. Größenklasse erreichen.
Von Deutschland aus sind nur ihre nördlichsten Sterne tief am Sommerhimmel zu sehen.

## Geschichte
Die Südliche Krone gehört zu den 48 Sternbildern der antiken Astronomie, die bereits von Ptolemäus erwähnt wurden. Sie bildet das himmlische Gegenstück zur Nördlichen Krone (Corona Borealis).
Der heutige Name geht auf Autoren des griechischen Altertums wie Ptolemäus zurück, die in dem Halbrund, ebenso wie im nördlichen Gegenpart, einen Siegerkranz (στεφανος stephanos, lateinisch corona) sahen. Die Araber übersetzten diese Namen (ٳكليل الجنوبي iklil al-dschanubi), verwandten aber auch den beschreibenden Namen قبة qubbah, der eine Schildkröte oder ein Rundzelt bezeichnet. Die Internationale Astronomische Union hat das Sternbild als Corona Australis in ihrer Liste von 88 Konstellationen aufgenommen.

## Himmelsobjekte

### Sterne
| B  | Namen o. andere Bezeichnungen         | Größe        | Lj  | Spektralklasse |
| -- | ------------------------------------- | ------------ | --- | -------------- |
| β  |                                       | 4,10m        | 400 | G7 II          |
| α  | Alfecca Meridiana, Alphekka Meridiana | 4,1m         | 100 | A2 V           |
| γ  |                                       | 4,23m        | 120 | F8 + F8        |
| δ  |                                       | 4,57m        | 200 | K1 III         |
| θ  |                                       | 4,63m        | 90  | F1             |
| ζ  |                                       | 4,74m        | 200 | A0             |
| ε  |                                       | 4,7 bis 5,0m | 90  | F1 V           |
| λ  |                                       | 5,11m        |     |                |
| μ  |                                       | 5,20m        |     |                |
| η1 |                                       | 5,46m        |     |                |
| η2 |                                       | 5,60m        |     |                |
| κ2 |                                       | 5,67m        | 500 | B9 + A0        |

Der hellste Stern ist β Coronae Australis, ein etwa 400 Lichtjahre entfernter gelblicher Stern der Spektralklasse G7.
α Coronae Australis ist 100 Lichtjahre entfernt. Ein Teil des Namens Alfecca Meridiana ist altarabischen Ursprungs. Er könnte sich von al-fakkah (der Gebrochene) ableiten, und sich auf einen „gebrochenen Ring“ von Sternen (das Sternbild Südliche Krone) beziehen.

### Doppelsterne
| Objekt | Größen    | Abstand |
| ------ | --------- | ------- |
| γ      | 4,8m/5,1m | 1,3"    |
| κ      | 5,7m/6,3m | 21,4"   |

γ Coronae Australis ist ein 120 Lichtjahre entferntes Doppelsternsystem, das aus zwei weißlich-gelben Sternen der Spektralklassen F8 besteht. Von der Erde aus gesehen beträgt der Abstand zwischen den Sternen 1,3 Bogensekunden. Um sie optisch zu trennen, benötigt man ein mittleres Teleskop von 8 bis 10 cm Öffnung.
Das 500 Lichtjahre entfernte System κ Coronae Australis besteht aus zwei weißlich-blauen Sternen der Spektralklassen B9 und A0. Aufgrund des weiten Winkelabstandes von 21,4 Bogensekunden kann man die Sterne bereits in einem Prismenfernglas trennen.

### Veränderliche Sterne
| Objekt | Größe     | Periode     | Typ                  |
| ------ | --------- | ----------- | -------------------- |
| ε CrA  | 4,7m–5,0m | 1,4403 Tage | Beta-Lyrae-Stern     |
| R      | 11,5m     |             | Veränderlicher Stern |

ε Coronae Australis ist ein veränderlicher Stern vom Typ Beta-Lyrae. Mit einer regelmäßigen Periode von 1,4403 Tagen verändert sich seine Helligkeit von 4,7 bis 5,0m. Er ist 90 Lichtjahre entfernt und gehört der Spektralklasse F1 an.

### NGC-Objekte
| NGC  | sonstige | Größe | Typ              | Name |
| ---- | -------- | ----- | ---------------- | ---- |
| 6541 |          | 6,1m  | Kugelsternhaufen |      |

Der Kugelsternhaufen NGC 6541 ist etwa 22.000 Lichtjahre entfernt. Im Prismenfernglas ist er als helles nebliges Fleckchen zu erkennen. In einem mittleren Teleskop (ab 15 cm Öffnung) kann er in Einzelsterne aufgelöst werden und bietet einen sehr schönen Anblick. Der Kugelsternhaufen NGC 6541 wurde am 19. März 1826 vom italienischen Astronomen Niccolò Cacciatore entdeckt.